# 卡氏齿鬣兽属
卡氏齿鬣兽属（学名：Cartierodon）为鬣齿兽目的一个属。

## 下属物种
本属包括以下物种：
- 埃格金根卡氏齿鬣兽 Cartierodon egerkingensis Solé & Mennecart, 2019